# Мотовилихинский район (Уральская область)
Мотовилихинский район — бывшая административно-территориальная единица в составе Уральской области РСФСР в СССР.
Существовал с 1923 до 1927 гг. Административный центр — город Мотовилиха.

## Население
Численность населения района по предварительным итогам переписи населения 1926 года составляла 54 883 человека, в том числе городское население (г. Мотовилиха) составило 33 076 человек или 60,3 %.

## История
В декабре 1923 года был образован Мотовилихинский район в составе Пермского округа Уральской области РСФСР.
5 апреля 1926 года райцентр Мотовилиха получила статус города.
В 1926 году Мотовилихинский район включал 247 населённых пунктов, в том числе 1 город и 246 сельских населённых пунктов, объединявшихся в 1 городской и 9 сельских советов.
| №        | Наименование             | Административный центр | Количество населённых пунктов | в т.ч. город- ских нп | Население по переписи 1926 года (чел.) | в т.ч. городское население по переписи 1926 года (чел.) |
| -------- | ------------------------ | ---------------------- | ----------------------------- | --------------------- | -------------------------------------- | ------------------------------------------------------- |
| 1e-06    | Мотовилихинский горсовет | г. Мотовилиха          | 2                             | 1                     | 34 959                                 | 33 076                                                  |
| 1        | Екимятский сельсовет     | д. Екимята             | 27                            | 0                     | 964                                    | 0                                                       |
| 2        | Заозерский сельсовет     | д. Меж-Речки           | 21                            | 0                     | 2380                                   | 0                                                       |
| 3        | Краснослудский сельсовет | c. Краснослудское      | 25                            | 0                     | 3672                                   | 0                                                       |
| 4        | Лёвшинский сельсовет     | ст. Лёвшино            | 2                             | 0                     | 1800                                   | 0                                                       |
| 5        | Лядовский сельсовет      | ст. Ляды (д. Новая)    | 21                            | 0                     | 1998                                   | 0                                                       |
| 6        | Мысовский сельсовет      | с. Мысы                | 34                            | 0                     | 2121                                   | 0                                                       |
| 7        | Сылвинский сельсовет     | ст. Сылва              | 12                            | 0                     | 2029                                   | 0                                                       |
| 8        | Фроловский сельсовет     | с. Фролово             | 68                            | 0                     | 3323                                   | 0                                                       |
| 9        | Хохловский сельсовет     | c. Хохловка            | 35                            | 0                     | 1637                                   | 0                                                       |
| 9.000002 | итого                    |                        | 247                           | 1                     | 54 883                                 | 33 076                                                  |

Постановлением ВЦИК от 14 октября 1927 года Мотовилихинский район был упразднён, а его территория была включена в Калининский район Пермского округа Уральской области. Тогда же в 1927 году Мотовилиха была включена в Пермь и восстановлена как город в 1931 году под наименованием Молотово. Тогда же в 1931 году с упразднением Калининского района Уральской области эта территория была подчинена Пермскому горсовету.
С 1935 до 1938 гг. часть сельских территорий бывшего района к северу и западу от Перми входила в Краснокамский район. В 1938 году в новообразованной Пермской области город Молотово (Мотовилиха) был окончательно упразднён и включён в городскую черту, в новосозданный Молотовский район (c 1958 года — Мотовилихинский район) города Пермь (Молотов с 1940 до 1957 г.), а населённые пункты ликвидированного Краснокамского района были переподчинены городу Краснокамску (Екимятский и Мысовский сельсоветы). Части земель, подчинявшихся Перми, вошли в Верхне-Городковский район (Краснослудский и Усть-Сылвенский сельсоветы), который был частично включён в 1959 году в Верхне-Муллинский район, упразднённый в 1963 году и преобразованный в 1964 году в Пермский район. К последнему стали относиться Краснослудский, Сылвенский, Фроловский, Хохловский сельсоветы. Территории бывших Заозерского и Лёвшинского сельсоветов сегодня являются городской чертой Перми и входят соответственно в Мотовилихинский и Орджоникидзевский внутригородские районы Перми.